# Парламентские выборы в Латвийской ССР (1990)
Выборы в Верховный Совет Латвийской ССР XII созыва состоялись 18 марта 1990 года. Это были первые свободные парламентские выборы в Латвии с 1931 года. 201 депутат был выбран в Верховный Совет Латвийской ССР. 170 депутатов было избрано в первом туре. Вторые туры в округах были назначены на 25 марта, 1 апреля, 29 апреля. Более двух третей голосов получил Народный фронт Латвии. 3 мая новый Верховный Совет переизбрал своим председателем Анатолия Горбунова.
Избранный парламент принял несколько судьбоносных решений в истории Латвии, в том числе Декларацию о восстановлении независимости Латвийской Республики, после чего был переименован в Верховный Совет Латвийской Республики.
Это были первые и единственные свободные выборы в Верховный Совет. Следующим парламентом Латвийской Республики был 5-й Сейм, избранный в 1993 году.

## Результаты
|                  |                                |           |        |               |  |
| Партия           | Партия                         | Голосов   | %      | Мест получено |  |
|                  | Народный фронт Латвии          | 1 086 439 | 68,20  | 131           |  |
|                  | Коммунистическая партия Латвии | 342 499   | 21,50  | 55            |  |
|                  | Независимые кандидаты          | 164 080   | 10,30  | 15            |  |
| Всего            | Всего                          | 1 593 018 | 100,00 | 201           |  |
| Явка избирателей | Явка избирателей               | 1 960 638 | 81,30  |               |  |